# Coniopteryx (Xeroconiopteryx) endroedyi
Coniopteryx (Xeroconiopteryx) endroedyi is een insect uit de familie van de dwerggaasvliegen (Coniopterygidae), die tot de orde netvleugeligen (Neuroptera) behoort. 
Coniopteryx (Xeroconiopteryx) endroedyi is voor het eerst wetenschappelijk beschreven door Sziráki in 1994.